# Domoraz

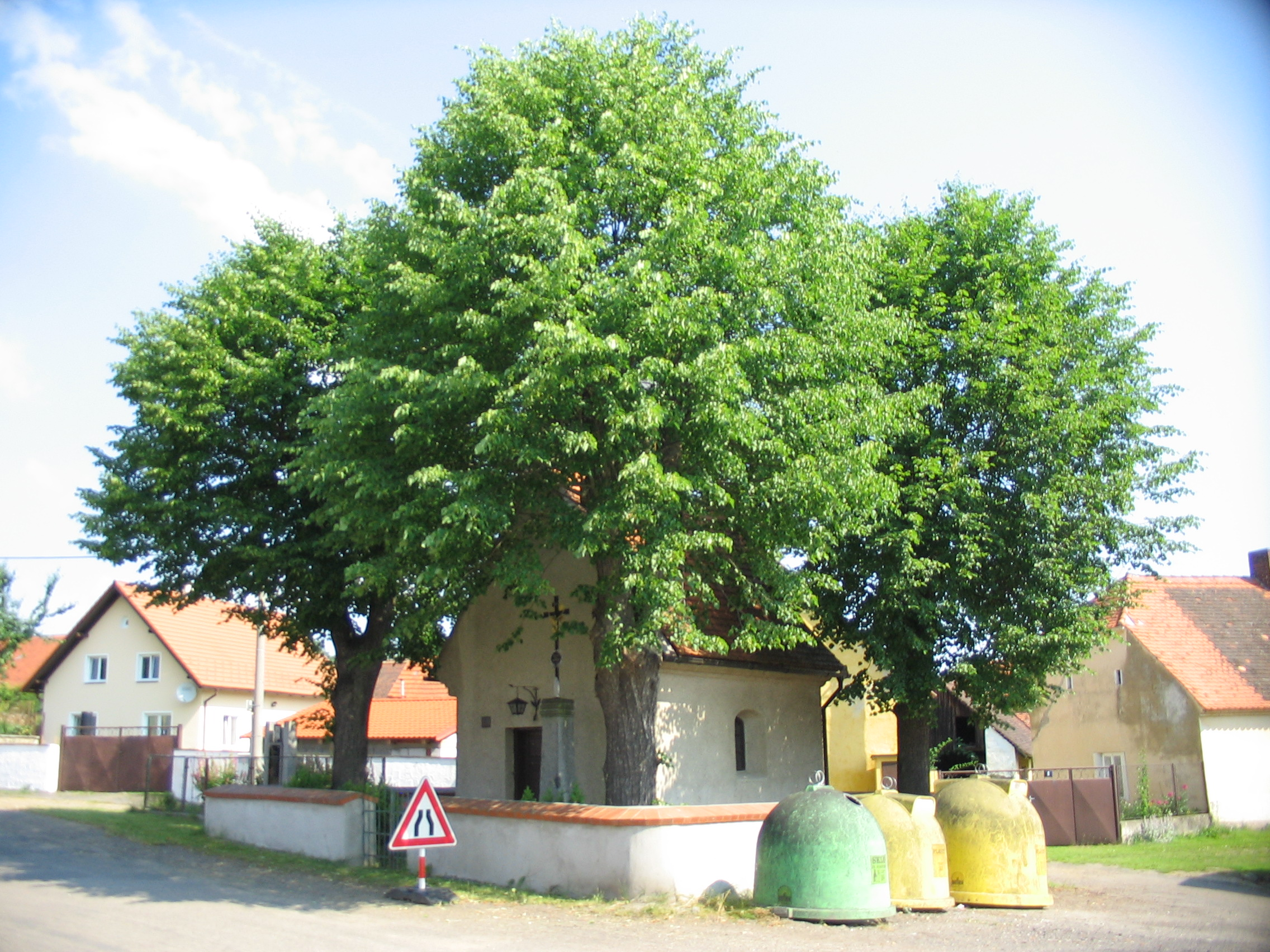
Kapelle der hl. Anna

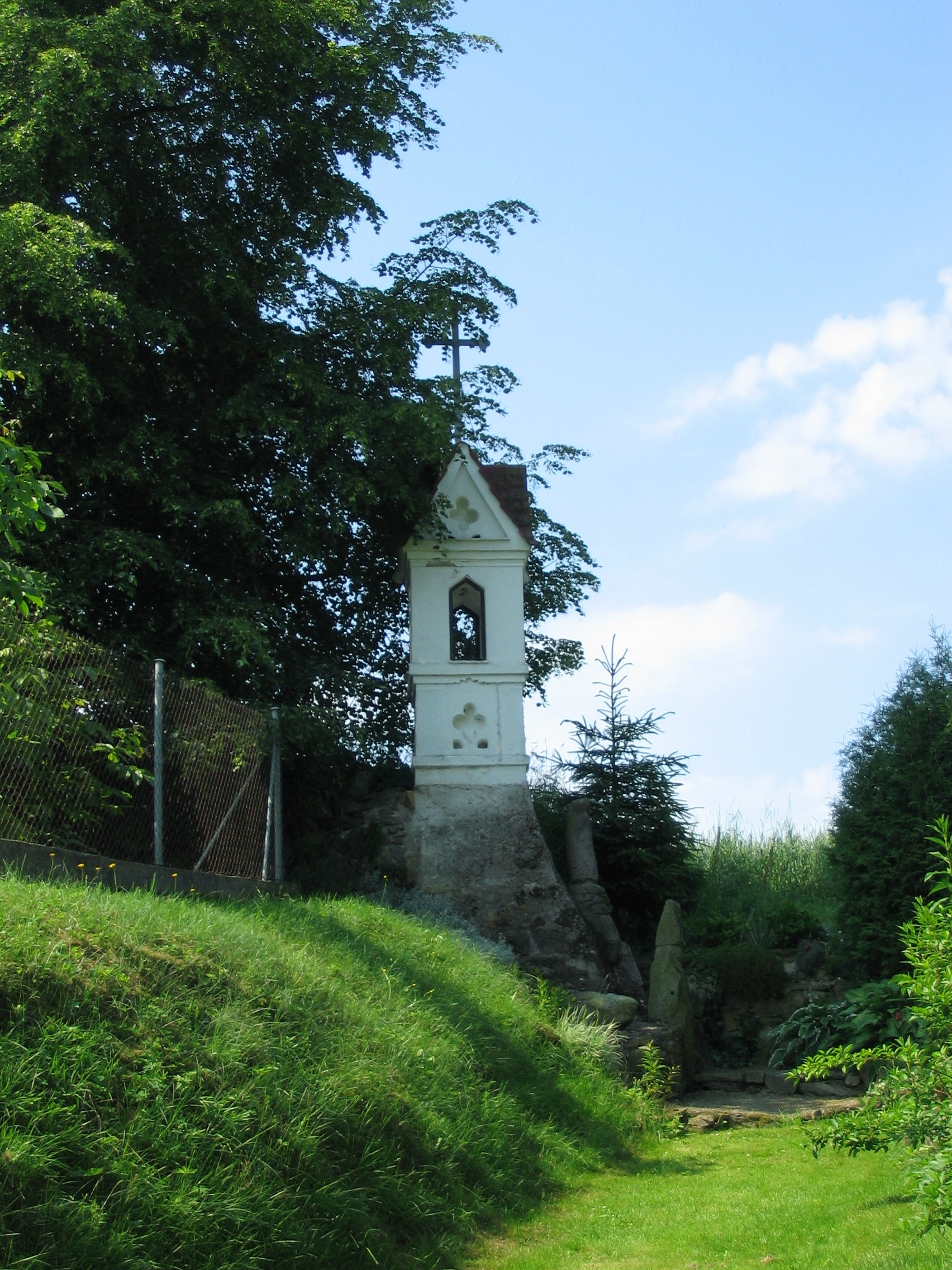
Bildstock

Domoraz (deutsch Domoras) ist eine Gemeinde in Tschechien. Sie liegt elf Kilometer östlich von Sušice und gehört zum Okres Klatovy.

## Geographie
Domoraz befindet sich linksseitig über dem Tal des Baches Damětický potok auf einem Höhenrücken in den Šumavské podhůří (Böhmerwaldvorland). Nördlich erheben sich die Doubrava (513 m) und der Kozník (636 m), im Südosten der Štěpánův vršek (536 m) und der Želenov (663 m), südlich die Pálená hora (697 m), im Westen die Stráně (571 m) sowie nordwestlich der Dědkův kůň (574 m). Gegen Norden liegt der Teich Panský nezamyslický rybník, südwestlich der Litovec. Nach Domoraz führt eine Stichstraße von Nezamyslice.
Nachbarorte sind Bojanovice, Hliněný Újezd und Hejná im Norden, Nezamyslice, Lázna, Kejnice, Kalenice und Kladruby im Nordosten, Nové Dvory, Novosedly, Štěchovice, Volenice und Frymburk im Osten, Ohrazenice, Krejnice, Damětice und Vojnice im Südosten, Mačice, Soběšice, Bukovník und Věštín im Süden, Žihobce, Bílenice und Bešetín im Südwesten, Čímice im Westen sowie Čepice, Žichovice und Rabí im Nordwesten.

## Geschichte
Die erste schriftliche Erwähnung des Dorfes erfolgte in einer Schenkungsurkunde des Herzogs Břetislav I. vom 18. Oktober 1045 über 17 Dörfer des Prachiner Kreises an das Benediktinerstift Breunau, bei der es sich jedoch um ein Breunauer Falsifikat aus dem 13. Jahrhundert handelt. Ein Anteil des Dorfes verblieb bei der Burg Prachin. Später wurde Domoraz an die Herrschaft Žichovice angeschlossen. Zu den Besitzern gehörten im 15. Jahrhundert die Herren von Rosenberg. Im Jahre 1568 kaufte Jan Kavka Říčanský von Říčany die Herrschaft Žichovice, sein Sohn musste sie 1603 an Heinrich von Kolowrat-Liebsteinsky verkaufen. Später gehörte sie Albrecht Wilhelm von Kolowrat-Krakowsky, dessen Sohn Franz veräußerte die Herrschaft 1707 an Johann Philipp von Lamberg.
Dieser erwarb im Jahr darauf noch die Herrschaft Raby und 1710 die Herrschaft Žihobce. Ihn beerbte Franz Anton Reichsfürst von Lamberg, der die vereinigten Güter im Jahre 1716 zu einem Fideikommiss erhob. Danach folgte 1760 dessen Sohn Johann Friedrich Reichsfürst von Lamberg, der 1797 ohne Nachkommen verstarb. Durch das Erlöschen der reichsfürstlichen Linie fielen deren Würde, Güter und Ämter 1804 an Johann Friedrichs Neffen Karl Eugen († 1831) aus der jüngeren Linie der Lamberger, der damit zum Reichsfürsten von Lamberg, Freiherrn von Ortenegg und Ottenstein auf Stöckern und Amerang erhoben wurde. Sein ältester Sohn Gustav Joachim Fürst von Lamberg trat das Erbe 1834 an.
Im Jahre 1838 bestand Domoras bzw. Domoraz aus 34 Häusern mit 207 tschechischsprachigen Einwohnern. Im Ort gab es einen Meierhof und ein Wirtshaus. Pfarrort war Nezamislitz. Bis zur Mitte des 19. Jahrhunderts blieb Domoras immer der Fideikommissherrschaft Schichowitz samt den Gütern Raby, Budietitz, Žihobetz und Stradal untertänig.
Nach der Aufhebung der Patrimonialherrschaften bildete Domoraz / Domoras ab 1850 eine Gemeinde im Gerichtsbezirk Schüttenhofen. Ab 1868 gehörte die Gemeinde zum Bezirk Schüttenhofen. Im Zuge der Aufhebung des Okres Sušice wurde Domoraz 1960 dem Okres Klatovy zugeordnet. Zwischen 1980 und 1991 war das Dorf nach Žichovice eingemeindet. Seit dem 1. Jänner 1992 besteht die Gemeinde Domoraz wieder.

## Gemeindegliederung
Für die Gemeinde Domoraz sind keine Ortsteile ausgewiesen.

## Sehenswürdigkeiten
- Kapelle der hl. Anna auf dem Dorfplatz, umgeben von vier Lindenbäumen, errichtet in der 2. Hälfte des 19. Jahrhunderts[4]
- Bildstock